# شکوه نام عیسی

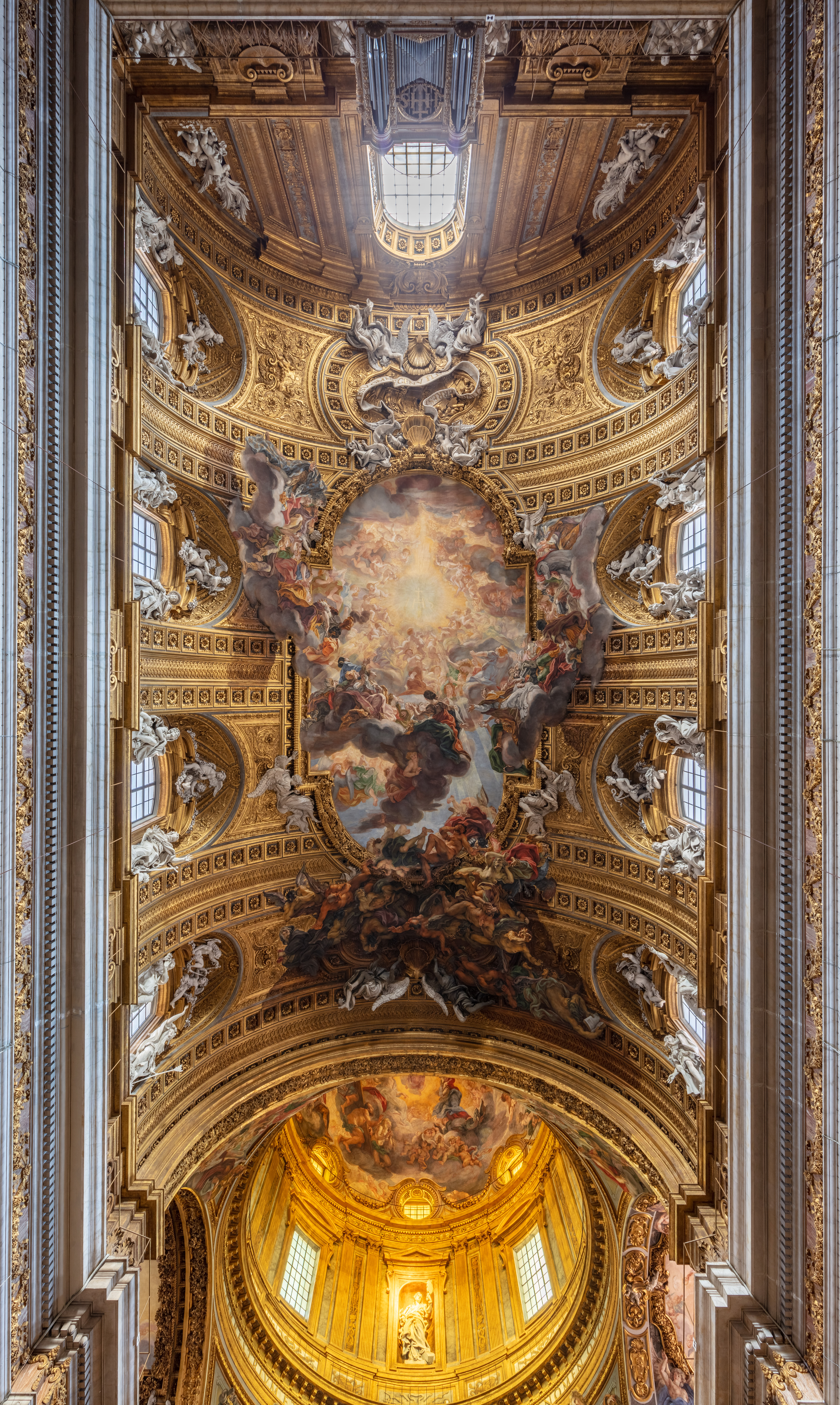
نقاشی فرسکوی شکوه نام عیسی بر سقف کلیسای ژزو.

شکوه نام عیسی (به ایتالیایی: Trionfo del nome di Gesù) یک نقاشی فرسکو در ژانر هنر دینی متعلق به سدهٔ ۱۷ میلادی و زینت‌بخش سقف کلیسای ژزو در شهر رم است. این فرسکو اثر جیووانی باتیستا گائولی، نقاش برجستهٔ ایتالیایی است. اثر ترکیبی از نقاشی فرسکو و قالب‌سازی استاکو است، که به همراه هم یک اثر سه‌بعدی چشم‌نواز را خلق می‌کند. این اثر یکی از نمونه‌های برجستهٔ هنر باروک است.
در این فرسکو، گائولی از تکنیکی به نام ترومپ لوئیل (trompe-l'œil) استفاده کرده که به معنای «فریب چشم» است و به طریقی طراحی شده که به نظر می‌رسد نقاشی به سمت بیرون و از سقف کلیسا خارج می‌شود. این تکنیک باعث «ایجاد عمق و حس حرکت» در چشم بیننده می‌شود و تماشاگر را در فضای معنوی کلیسا غرق می‌کند.